# فور بوينتس باي شيراطون وهران
فندق فور بوينتس باي شيراطون وهران (بالإنجليزية: Four Points By Sheraton Oran Hotel)‏ هو فندق 5 نجوم يحمل العلامة الفندقية العالمية فور بوينتس باي شيراطون، التابعة لمجموعة ستاروود العالمية للفنادق والمنتجعات التي تعتبر واحدة من الرواد العالميين في مجال الفندقة والترفيه.
يتواجد الفندق شرق مدينة وهران التي تعد ثاني أكبر مدينة في الجزائر وأحد المراكز التجارية والصناعية والتعليمية الرئيسية فيها. وعلى بعد 10 دقائق من مطار وهران الدولي، يقابل الفندق ضفاف البحر الأبيض المتوسط ويطل على أحد أجمل الخلجان في الجزائر. ويعتبر فندق فور بوينتس باي شيراطون وهران ملك لشركة الاستثمار الفندقي العمومية التي ساهمت بقطعة الأرضية مساحتها 63.2 ألف م².
قامت شركة فابريس وشركائه الإيطالية بتصميم الهندسة المعمارية للفندق، وقامت ببنائه مجموعة الهندسة المدنية لحكومة الصين (CSESC) بتكلفة تقدر بـ5.59 مليار دج (69 مليون $)، وهي نفس الشركة التي قامت ببناء كل من فندق شيراطون وهران وفندق شيراطون الجزائر وفندق رينيسانس تلمسان.
يحتوي الفندق على 170 غرفة ومطعماً لتقديم الطعام طوال اليوم، ومقهى، واستراحة، ومركزاً للياقة البدنية، وحمام سباحة على سطح الفندق. كما سيحتوي الفندق على كافة العناصر المميزة لهذه العلامة، بما فيها أسرّة "Four Points by Sheraton Four Comfort Bed" وإمكانية الاتصال اللاسلكي بالإنترنت مجاناً في كافة الأماكن العامة، وسيوفر الفندق أيضاً منشآت لعقد المؤتمرات، بما فيها قاعة للحفلات، وخمس قاعات للاجتماعات، ومكان مخصص للاستقبالات قبل أي مناسبة، ومركز لرجال الأعمال.

## معلومات

### الإتفاقية
9 ماي 2012، وقعت مجموعة ستاروود العالمية للفنادق والمنتجعات، المسجلة في بورصة نيويورك اتفاقية مع شركة «الاستثمار الفندقي-الجزائر» لافتتاح أول فندق يحمل العلامة «فور بوينتس باي شيراطون» ذو الأربع نجوم بمدينة وهران مطلع سنة 2016، ويؤكد الفندق الجديد دخول علامة «فور بوينتس باي شيراطون» إلى مدينة وهران التي تعد ثاني أكبر مدينة في الجزائر وأحد المراكز التجارية والصناعية والتعليمية الرئيسية فيها. وتدير «ستاروود» حالياً ثلاثة فنادق في وهران، هما فندق شيراطون وهران وفندق الميريديان، بالإضافة لفندق شيراطون الجزائر.

### الموقع
يتربع فندق فور بوينتس باي شيراطون وهران على مساحة 63 ألف هكتار بالساحل المطل على البحر الأبيض المتوسط بحي الصديقية شرق مدينة وهران التي تعتبر ثاني أهم مدينة في الجزائر وقطبا صناعيا واقتصاديا هاما، كما تمتلك أحد أكبر الموانئ في الجزائر. على بعد 10 دقائق من المطار الدولي، وأقل من 30 دقيقة من مدينة أرزيو المركز الرئيسي لتكرير البترول في الجزائر، ومحاذي كل من فندقي الشيراطون ذو الخمس النجوم وفندق إيبيس ذوالثلاث النجوم.

### أصحاب المشروع
- المالك: وزارة السياحة والصناعات التقليدية .
- ممثل المالك: شركة الاستثمار الفندقي .
- المصمم (المهندس المعماري): شركة فابريس وشركائه (Fabris & Partners) .
- البناء (الهندسة المدنية): مجموعة الهندسة المدنية لحكومة الصين  .